# Rastko
Rastko je moško osebno ime.

## Izvor imena
Ime Rastko je različica moškega osebnega imena Rastislav.

## Pogostost imena
Po podatkih Statističnega urada Republike Slovenije je bilo na dan 31. decembra 2007 v Sloveniji število moških oseb z imenom Rastko: 61.

## Osebni praznik
Osebe z imenom Rastko godujejo takrat kot osebe z imenom Rastislav.